# Температура розриву за Фраасом

Температура розриву за Фраасом – це вимірювання, яке використовується для класифікації бітуму. Це температура, за якої плівка бітуму, розплавлена або притиснута до випробувального листа, розривається під час певного процесу охолодження та згинання. Випробування проводиться у стандартизованому випробувальному пристрої для визначення точки розриву.
Використовувані випробувальні листи мають довжину 41±0,05 міліметра, ширину 20±0,2 міліметра та товщину 0,15±0,02 міліметра та виготовлені з полірованої холоднокатаної сталі марок Ck75H+A або Ck101H+A. Листи з плямами іржі використовувати не можна. Бітум наплавляють на лист, якщо температура розм'якшення кільця та кульки становить 100°C або менше. В іншому випадку шар бітуму накладають на лист.

## Інтернет-ресурси
- Weiterführende Informationen zu Prüfmethoden von Bitumen und Asphalt bei der Universität Siegen